# Fernando Höck
Fernando Höck (Hoeck) (1858 - 1915) fue un fitogeógrafo, y botánico, alemán.

## Algunas publicaciones
- 1895.  Brandenburger Erlenbegleiter (Alisos de Brandeburgo).

### Libros
- heinrich Cossmann, Fernando Höck. 1902. Cossmanns deutsche Schulflora zum Schulgebrauch und zum Selbstunterricht ( Flora alemana Cossmann de la escuela para uso escolar y auto-enseñanza). Ed. Hirt. 438 pp.
- 1900. Der Gegenwärtige Stand unserer Kenntnis von der ursprünglichen Verbreitung der Angebauten Nutzpflanzen ( El estado actual de nuestros conocimientos del área de distribución original de los cultivos). Ed. Teubner. 78 pp.
- 1897. Grundzüge der Pflanzengeographie: unter Rücksichtnahme auf den Unterricht an höheren Lehranstalten ( Amplia geografía de las plantas: en estudio para la enseñanza en las escuelas secundarias). Ed. Ferdinand Hirt, 188 pp.
- christian Gruber, Fernando Höck, hans Witte, josef franz maria Partsch, oscar Wittstock, paul Moldenhauer, wilhelm Schjerning, willi Ule, friedrich Schuller, a. Schreiner. 1896. Forschungen zur deutschen Landes- und Volkskunde ( La investigación sobre los estudios alemanes nacionales y étnicas). Vols 9-10. Ed. J. Engelhorn. 80 pp.
- 1896. Laubwaldflora Norddeutschlands: Eine pflanzengeographische Studie ( Bosque caducifolio Flora del Norte de Alemania: Un estudio fitogeográfico). Ed. J. Engelhorn. 304 pp.
- 1893. Nadelwaldflora Norddeutschlands: eine pflanzengeographische Studie ( Flora de los bosques de coníferas del norte de Alemania: un estudio fitogeográfico). Ed. J. Engelhorn. 371 pp.
- 1891. Nährpflanzen Mittelruropas: ihre Heimat, Einführung in das Gebiet und Verbreitung innerhalb desselben (Mittelruropas plantas alimenticias: su ambiente, introducción a la zona y propagación en la misma). Volumen 5, Forschungen zur deutschen Landes- und Volkskunde. Ed. J. Engelhorn. 67 pp. Reimpresa por BiblioBazaar, 2010. 464 pp. ISBN 1-142-43214-9
- 1884. Die nutzbaren Pflanzen und Tiere Amerikas und der alten Walt verglichen in Bezug auf ihren Kultureinfluss ( Las plantas útiles y animales de América y de Walt comparadas en términos de su influencia cultural). Ed. W. Engelmann. 57 pp. Reimpresa por BiblioBazaar, 2010. 64 pp. ISBN 1-148-97046-0

## Reconocimientos
- 1833, elegido miembro extranjero de la Real Academia Sueca de Ciencias

## Eponimia
Género
- (Valerianaceae) Hoeckia Engl. & Graebn. ex Diels[1]

Especies
- (Acanthaceae) Thunbergia hockii De Wild.[2]
- (Alliaceae) Tulbaghia hockii De Wild.[3]
- (Anthericaceae) Anthericum hockii De Wild.[4]
- (Apiaceae) Steganotaenia hockii (C.Norman) C.Norman[5]
- (Apocynaceae) Pleiocarpa hockii De Wild.[6]
- (Aristolochiaceae) Aristolochia hockii De Wild.[7]
- (Asteraceae) Vernonia hockii De Wild. & Muschl.[8]
- (Boraginaceae) Trichodesma hockii De Wild.[3]
- (Combretaceae) Combretum hockii De Wild.[9]
- (Commelinaceae) Aneilema hockii De Wild.[10]
- (Convolvulaceae) Ipomoea hockii De Wild.[11]
- (Cyanastraceae) Cyanastrum hockii De Wild.[12]
- (Dioscoreaceae) Dioscorea hockii De Wild.[13]
- (Euphorbiaceae) Euphorbia hockii De Wild.[14]
- (Fabaceae) Aeschynomene hockii De Wild.[15]
- (Gentianaceae) Belmontia hockii De Wild.[16]
- (Hyacinthaceae) Drimia hockii De Wild.[17]
- (Hypoxidaceae) Hypoxis hockii De Wild.[18]
- (Iridaceae) Moraea hockii De Wild.[19]
- (Lamiaceae) Clerodendrum hockii De Wild.[16]
- (Leguminosae) Tephrosia hockii De Wild.[2]
- (Lythraceae) Nesaea hockii De Wild.[20]
- (Malvaceae) Bupariti hockii (De Wild.) Rothm.[21]
- (Melastomataceae) Dissotis hockii De Wild.[22]
- (Mimosaceae) Vachellia hockii (De Wild.) Seigler & Ebinger[23]
- (Moraceae) Dorstenia hockii De Wild.[24]
- (Ochnaceae) Ochna hockii De Wild.[25]
- (Oleaceae) Jasminum hockii De Wild.[26]
- (Orchidaceae) Eulophia hockii De Wild.[27]
- (Poaceae) Aristida hockii De Wild.[28]
- (Rubiaceae) Spermacoce hockii (De Wild.) Dessein[29]
- (Santalaceae) Thesium hockii Robyns & Lawalrée[30]
- (Scrophulariaceae) Buchnera hockii De Wild.[31]
- (Tecophilaeaceae) Walleria hockii De Wild.[32]
- (Thymelaeaceae) Gnidia hockii De Wild.[33]